# Stylopauropus zelandus
Stylopauropus zelandus är en mångfotingart som beskrevs av Hilton 1943. Stylopauropus zelandus ingår i släktet skaftfåfotingar, och familjen fåfotingar. Inga underarter finns listade i Catalogue of Life.